# Holmsjön (Karlskoga socken, Värmland)
Holmsjön är en sjö i Karlskoga kommun i Värmland och ingår i Göta älvs huvudavrinningsområde. Sjön har en area på 0,236 kvadratkilometer och ligger 158,9 meter över havet.

## Delavrinningsområde
Holmsjön ingår i det delavrinningsområde (657443-143871) som SMHI kallar för Utloppet av Lilla Noren. Medelhöjden är 182 meter över havet och ytan är 23,28 kvadratkilometer. Räknas de 4 avrinningsområdena uppströms in blir den ackumulerade arean 57,71 kvadratkilometer. Valån (Kärmälven) som avvattnar avrinningsområdet har biflödesordning 3, vilket innebär att vattnet flödar genom totalt 3 vattendrag innan det når havet efter 299 kilometer. Avrinningsområdet består mestadels av skog (84 procent). Avrinningsområdet har 0,72 kvadratkilometer vattenytor vilket ger det en sjöprocent på 5,3 procent.